# プンナップ島
プンナップ島（Pulap, Pullap, Polap, Pollap）とはミクロネシア連邦チューク州に属する、中央カロリン諸島の離島である。ポンナップ島と表記されることもある。ラテン文字での表記も一定しない。

## 概要
州都であるチュークからほぼ西に200kmほどのところにある小島で、ヤップ州との境界近くにある。また伝統的な航海カヌーによる航法技術を現在に伝える島の一つとして名高いサタワル島からもほぼ200kmほどである。観光資源や天然資源に特筆すべきものは無い。

## 伝統的航海術の故郷
現在、中央カロリン諸島の多くの島で語られている伝説によれば、現存する伝統的航海術の二つの流派「ワリエング」「ファヌール」のうち、前者の発祥の地とされる。またこれらの流派の航海術を学んだ人物が、所定の教練課程を一通り学び終えたことを示す儀式「ポゥ」の発祥の地とする説もある(Metzger:2006)。
プンナップという名称そのものが、「ポゥ」＋「ナップ（中心、重要）」であるというのが、プンナップ島の住人の指摘である。
こうした伝承からプンナップ島は伝統的航海術にとって非常に重要な島の一つと考えられており、2006年6月にはこの島で「ポゥ」の儀式が執り行われた。この時に新たにパルゥとなったのはManris Yongoran、Frank Titus、Samuel Aamoの3人の航法師である。また2007年3月にはハワイの航海カヌー「ホクレア」が、サタワル島の航法師マウ・ピアイルック（彼もワリユング流の航法師の一人）に寄贈される航海カヌー「アリンガノ・マイス」を伴って寄港する予定である。